# Kelly Boucher
Kelly Anne Boucher (Calgary, 3 gennaio 1968) è un'ex cestista canadese, professionista nella WNBA.

## Carriera
Con il Canada ha disputato due edizioni dei Giochi olimpici (Barcellona 1996, Sydney 2000), i Campionati mondiali del 1994, quattro edizioni dei Campionati americani (1989, 1993, 1995, 1999) e i Giochi panamericani di Winnipeg 1999.